# D.a.u.d.a II
d.a.u.d.a II er den anden EP af den danske musiker Sivas. EP'en blev udgivet den 25. august 2014 via disco:wax.
GAFFAs anmelder, Maria Therese Seefeldt Stæhr, gav EP'en fire af seks stjerner, mens Soundvenues anmelder, Kristian Karl, var mere positiv og gav EP'en fem ud af seks mulige stjerner.

## Spor
| 1.    | "Viva" (featuring Højer Øye)                   | Højer Øye, Sivas, Reza Forghani               | 3:53 |
| 2.    | "#Holdet"                                      | Sivas, Reza Forghani                          | 3:52 |
| 3.    | "Det Gode Liv"                                 | Sivas, Reza Forghani                          | 3:51 |
| 4.    | "Diamanter & Kemikalier"                       | Sivas, Reza Forghani                          | 4:40 |
| 5.    | "Hacket" (featuring Gilli og MellemFingaMuzik) | Gilli, MellemFingaMuzik, Sivas, Reza Forghani | 5:46 |
| 6.    | "D.a.m.a.i.k.a.m" (featuring L.O.C.)           | L.O.C., Sivas, Reza Forghani                  | 5:25 |
| 27:29 |                                                |                                               |      |